# Peter Perceval
Peter Perceval (Tongeren, 2 mei 1966) is een Vlaams auteur, toneelregisseur en -producent.
Perceval schreef scenario's voor Raar maar Waar en Kriebels (VTM), maar ook voor Thuis en Gisteren Gekeken (VRT).  
In 1995 was Perceval artistiek leider van het kinderkunstencentrum Kopergietery en in 1997 begon hij voor eigen rekening theater te produceren. Samen met zijn echtgenote An Nelissen richtte hij theaterproductiehuis Drie Pees op. Vanuit Drie Pees werd in oktober 1997 begonnen met comedyoptredens in Antwerpen. 
Sinds 1997 schreef, regisseerde en produceerde hij meer dan 60 comedyshows die rondtoerden in Vlaanderen, Nederland en Wallonië. Zo schreef en regisseerde Perceval De Penismonoloog en Terrorist (samen met Nigel Williams) , Kruismans vraagt zich af, België Voor Beginners en Wereldberoemd in Vlaanderen, maar ook "La Flandre pour les nuls" en de tweetalige show "Vaderland/La Bertitude des choses" (samen met Bert Kruismans)  en begeleidde hij Raf Coppens tussen 2003 en 2007. Samen met deze theaterprojecten kwamen ook gelijknamige boeken en dvd's uit.
In 2008 schreef en regisseerde Perceval voor de Vlaamse actrice Janine Bischops De Borstenclub.
Perceval schreef voor zijn broer, regisseur Luk, L. King of Pain en Andromak, en samen met zijn jongere broer Stefan maakte hij Blue Balls en Vaders. 
Sinds 2010 begeleidt en traint hij ook mensen die professioneel moeten spreken voor groepen via Inspiring Speech. Hij spreekt ook regelmatig over humor, innovatie en storytelling op internationale congressen zoals op TEDXuHasselt, TEDXFSUJena (Duitsland) & SEFACONFERENCE (Amsterdam). 
In 2015 debuteerde hij als thrillerauteur met "de hollywoodfactor". Het eerste van een reeks boeken rond politievrouw Alessandra Vaccaro. 
Perceval heeft twee zonen uit een vorige relatie.

## Werk
Samen zijn vrouw An Nelissen maakte hij sinds 1997:
- Vrouwendecamerone - 1997
- Vrouwenoorlog - 1999
- Me Jane - 2001
- Vaginamonologen - 2002
- F*** You/De menopauzemonoloog - 2005
- Gestript & Gestroopt - 2008
- "Zus, Heden geen porno" - 2009
- "De moedermonoloog" - 2011
- "De mannenmonoloog" -2013

Voor Drie Pees produceerde en regisseerde hij o.a.: 
- Wat van de nacht wordt verwacht - 2005, met An Nelissen en Herbert Flack
- Het Goede Lijf - 2006, met An Nelissen, Janine Bischops en Mitta Van der Maat)